# Kanekoa lucidula
Kanekoa lucidula là một loài bọ cánh cứng trong họ Cerambycidae.